# 李偲菘
李偲菘（英語：Peter Lee Shih Shiong，1966年7月24日—），新加坡音樂製作人、作曲家、歌手，與其雙生兒兄長李偉菘合作製作多張專輯，創作了許多膾炙人口的歌曲。多次合作過的著名歌手包括葉蒨文、張學友、陳慧嫻、那英、梁詠琪、郭富城、李克勤、梁漢文、蘇永康、彭羚、彭佳慧、陳曉東、蔡依林、孫燕姿、黃義達、蕭敬騰、李佳薇等。

## 作曲作品

### 1984年
- 黃鶯鶯 - 怒海萍蹤(新加坡連續劇怒海萍蹤主題曲)

### 1986年
- 黃鶯鶯 - 孩提夢(新加坡連續劇家和萬事興插曲)
- 黃鶯鶯 - 月下同行(新加坡連續劇家和萬事興插曲)

### 1989年
- 張學友 - 親親

### 1990年
- 童安格 - 真愛是誰（與李偉菘共同作曲）
- 童安格 - 生命過客（與李偉菘共同作曲）
- Beyond - 最後一個大俠

### 1993年
- 陳慧嫻 - 碎花（與李偉菘共同作曲）

### 1994年
- 李之勤 - 愛你永遠
- 洪楗華 - 為何和他一樣
- 張學友 - 情繫半生
- 張學友 - 祇有你不知道（國語版：你知不知道）
- 許美靜 - 情迷意亂
- 成龍 - 給我一片天（與李偉菘共同作曲）
- 成龍 - 醉拳（粵語版及國語版）（與李偉菘共同作曲）
- 堂娜 - 因為我們還有愛（與李偉菘共同作曲）

### 1995年
- 巫奇 - 深秋的愛意
- 林憶蓮 - 聽說愛情回來過
- 林憶蓮 - 不愛的理由（與李偉菘共同作曲）
- 孫耀威 - 難道妳沒有掛念我
- 梁漢文 - 愛與情
- 張學友 - 潮水的諾言
- 張學友 - 一千個傷心的理由
- 張學友 - 離開以後
- 張學友、陳慧嫻 - 愛和承諾
- 劉錫明 - 為愛傷心的男人
- 鄭伊健 - 從你眼中
- 鄭伊健 - 遠距離、近距離
- 鄭伊健 - 此情難再
- 鄭嘉穎 - 留給心愛

### 1996年
- 巫奇 - 搖醒夢中人
- 巫啟賢 - 因為你（國語版：真的謝謝你）（與巫啟賢、許華強共同作曲）
- 李克勤 - 求你原諒
- 李國祥 - 情難再續
- 鍾漢良 - 告訴我要怎樣愛
- 梁漢文 - 我需要的只是愛
- 張學友 - 無所謂
- 張學友 - 妳的名字我的姓氏
- 張學友 - 真相
- 彭羚 - 似水年華
- 彭羚 - 天旋地轉
- 彭羚 - 夜風鈴
- 陳慧嫻 - 緣了，就是完
- 陳慧嫻 - 心滿意足
- 劉德華 - 同床

### 1997年
- 梁詠琪 - 我要一種感覺
- 梁詠琪 - 洗臉（與李偉菘、楊劍威共同作曲）
- 梁詠琪 - 愛能不能戒
- 梁詠琪 - 情定日落橋
- 陳慧嫻 - 情願荒廢（愛到一半）
- 陳慧嫻 - 二人時間
- 趙詠華 - 請你放心
- 趙詠華 - 想不開
- 鄭中基 - 妳的選擇
- 鄭伊健 - 誰可情深如我（與陳光榮共同作曲）
- 鄭伊健 - 至少還有我（與陳光榮共同作曲）
- 鄭伊健 - 別以為我為你流淚
- 蘇永康 - 情來自有方
- 蘇永康 - 獨立宣言

### 1998年
- 梁漢文 - 火星
- 梁漢文 - 普通朋友
- 梁詠琪 - 膽小鬼
- 梁詠琪 - I'll Be Loving You
- 梁詠琪 - 一￥的約定
- 張學友 - 別提你的心
- 張學友 - 想哭
- 許志安 - 想怎麼樣（與Lester Low共同作曲）
- 許志安 - 小心天氣
- 彭羚 - 你說
- 彭佳慧 - 失落的音樂盒
- 彭佳慧 - 有話直說
- 彭佳慧 - Don't Tell Me Why
- 趙詠華 - 請你放心
- 趙詠華 - 想不開
- 蘇永康 - 提我

### 1999年
- 張信哲 - 兩個人的森林
- 張信哲 - 世界這分鐘
- 梁詠琪 - 新鮮
- 梁詠琪 - 寂寞公寓
- 梁詠琪 - 鬧情緒
- 許志安 - 散心（與楊君亮共同作曲）
- 王利綺 - 愛太遠
- 郭富城 - 犧牲

### 2000年
- 蔡依林 - 漂浮
- 蔡依林 - 永恆
- 孫燕姿 - 愛情證書
- 孫燕姿 - 天黑黑
- 孫燕姿 - 和平
- 孫燕姿 - 自然
- 孫燕姿 - 開始懂了
- 張學友 - 讓妳飛
- 彭佳慧 - 你答應我的事

### 2001年
- 傅珮嘉 - 害怕
- 古巨基 - 殉情記（國語版：結束—我們抱著哭）
- 孫燕姿 - 綠光
- 孫燕姿 - 逃亡
- 李克勤 - 飛花（粵）
- 李克勤 - 男人的重罪
- 梁詠琪 - 愛情海
- 梁詠琪 - 天使與海豚
- 梁詠琪 - 透明
- 梁詠琪 - 該怎麼愛你？

### 2002年
- 孫燕姿 - 直來直往
- 梁詠琪 - 魔幻季節
- 梁詠琪 - 緊急的眼淚
- 梁詠琪 - 愛情的重量
- 陳司翰 - 愛在他們的天空
- 陳司翰 - 飛行座標
- 彭佳慧 - 快樂群島

### 2003年
- 孫燕姿 - 神奇
- 孫燕姿 - 我不難過
- 孫燕姿 - 接下來
- 方皓玟 - 夢的捕手
- 方皓玟 - 第三隻耳朵
- 葉蒨文 - （不要）關電視
- 葉蒨文 - 愛的可能

### 2004年
- 孫燕姿 - 奔
- 孫燕姿 - 同類
- 黃義達 - 匿名的寶貝
- 蔡依林 - 檸檬草的味道
- 鄧穎芝 - 玻璃鞋
- 黎明 - 排行榜
- 蘇有朋 - 零分Lucky Day
- 蘇有朋 - 左心房的痛

### 2005年
- 孫燕姿 - 另一張臉
- 孫燕姿 - 夢不落
- 李克勤 - 飛花（國）
- 溫嵐 - 愛回溫
- 黃義達 - 那女孩對我說
- 黃義達 - 征服自己

### 2006年
- 梁詠琪 - 不理時間的人
- 蔡健雅 - 深信不疑
- 蔡依林 - 最終話
- 张智成 - 痊愈
- 陳小春 - 不想道別（從來沒離開）
- 郭富城 - 愛·魔力

### 2007年
- 孫燕姿 - 我懷念的
- 孫燕姿 - 愛情的花樣
- 孫燕姿 - 漩渦
- 孫燕姿 - 咕嘰咕嘰
- 張棟樑 - 錯了再錯
- 張靚穎 - 幫幫忙
- 黃義達 - 那女孩
- 呂方 - 愛必勝

### 2008年
- 吳佩慈 - 夜光航線（與李偉菘共同作曲）
- 吳佩慈 - 天空藍（與李偉菘、于曉光共同作曲）
- 馮德倫 - 實驗品（與李偉菘、于曉光共同作曲）
- 黃靖倫 - 白日夢
- 蘇永康 - 紅顏知己

### 2009年
- 張棟樑、郭采潔 - 就是愛
- 蕭敬騰 - 王妃

### 2010年
- 郭采潔 - 怪怪牌

### 2011年
- 林宥嘉 - 早開的晚霞
- 孫燕姿 - 愚人的國度
- 孫燕姿 - 明天的記憶
- 泳兒 - 剩下的幸福
- 陳曉東 - 一縷煙
- 陳曉東 - 就去愛吧
- 陳曉東 - 曾經
- 劉璇 - 往事剪接手
- 李佳薇 - 如果愛是星光
- 蕭敬騰 - 不停有意外的世界
- 蕭敬騰 - 狂想曲

### 2012年
- 梁詠琪 - 女人話

### 2013年
- 王詩安 - 穿盔甲的精靈
- 鄭嘉穎 - 幸福的遺憾

### 2014年
- 李佳薇 - 像天堂的懸崖
- 姚貝娜 - 風光
- 孫燕姿 - 圍繞

### 2016年
- 孫燕姿 - 半句再見
- 李佳薇 - 鍊愛
- 李佳薇 - 愛情來敲門

### 2017年
- 孫燕姿 - 風衣
- 孫燕姿 - 天越亮，夜越黑
- 孫燕姿 - 天天年年
- 孫燕姿 - 超人類

### 2018年
- 莫文蔚 - 如初之光
- 蕭敬騰 - 王妃 2.0

### 2019年
- 吴亦凡 - 大碗宽面

### 2020年
- 賴美雲 - 女孩與王冠
- 顏人中 - 誤會一場

### 2021年
- 王晰 - 輕信

### 2024年
- 陳潔儀 - 落花如雨

## 單曲製作作品

### 2022年
- 李佳薇 - 光

### 2024年
- 陳慧琳 - 時光厚禮

## 獎項
- 1996年：香港 金曲奖：最佳作曲
- 1997年：新加坡词曲作者协会年度奖：最佳华语音乐创作人，最佳本地音乐创作人
- 2001年：台湾 金曲奖：最佳作曲人
- 2001年：新加坡 电台93.3FM金曲奖：最佳唱片製作人
- 2001年：新加坡 红星大奖：特别成就奖
- 2003年：新加坡 电台93.3FM金曲奖：最佳作曲
- 2004年：新加坡 词曲作者协会年度奖：最佳本地华语音乐创作人
- 2015年：亞洲華人 全球流行音樂金榜：年度最佳作曲人《像天堂的懸崖》
- 2025年：新加坡 YES 933 潮流音樂盛典 2025：SPOP 最佳本地作曲《落花如雨》

## 外部連結
- 李偲菘的Instagram帳戶
- 李偲菘 新浪微博 （页面存档备份，存于）
- 李偲菘、李偉菘台灣開設教室　孫燕姿、蔡依林齊賀 （页面存档备份，存于）